# Leó Szilárd

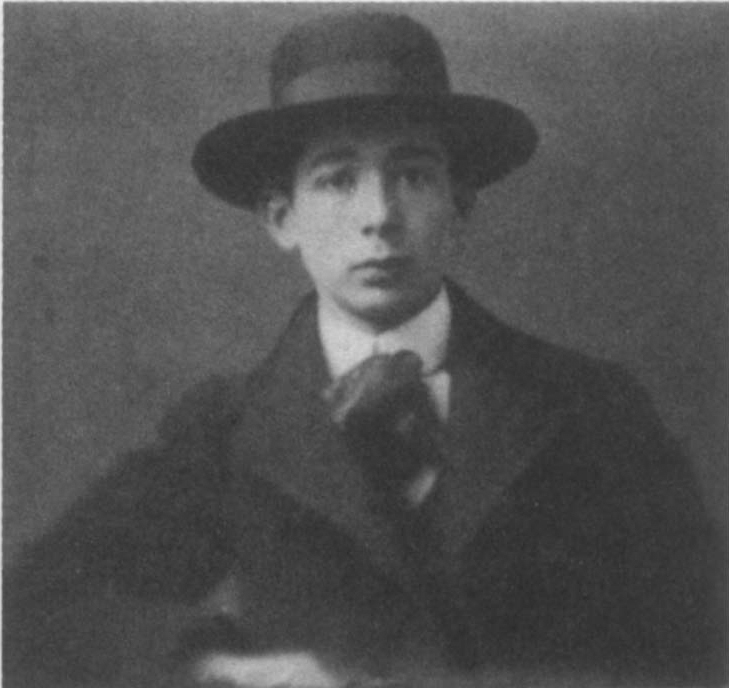
Leó Szilárd, 1916

Leó Szilárd, född 11 februari 1898 i Budapest, död 30 maj 1964 i La Jolla i Kalifornien, var en ungersk-amerikansk kärnfysiker som 1947 övergick till att forska inom molekylärbiologi. Han var tidigt mycket engagerad i Pugwashrörelsen.

## Biografi
Szilárd hade en säregen personlighet. Flera personliga minnen om honom finns i Georg Kleins böcker Ateisten och den heliga staden och Skapelsens fullkomlighet och livets tragik.
Eftersom Szilárd var övertygad om att det inte fanns någon framtid för honom i Ungern, flyttade han till Tyskland 1919. Han började vid Humboldt-Universität zu Berlin där han deltog i föreläsningar från bland annat Albert Einstein. Szilárd flydde från nazisterna 1933 till England. Efter att han trodde att ett nytt krig i Europa var nära förestående, flyttade han till USA, dit han anlände 1938.
I augusti 1939 skrev Szilárd ett brev till president Roosevelt om behovet av amerikansk atombombsforskning. Albert Einstein skrev under brevet på Szilárds initiativ. Brevet blev senare känt som "brevet från Einstein".
I juli 1945 formulerade Szilárd en petition till president Truman om atombombens användning. Han påminde om att USA:s atombomb hade tagits fram som en beredskap för den händelse att Hitler skulle lyckas utveckla atombomber. Eftersom Tyskland nu var besegrat behövdes ingen bomb. För Japans del borde det räcka med ett offentligt tillkännagivande om bombens existens och verkan samt därefter ett erbjudande om kapitulation. Brevet fick omkring 150 undertecknare men det nådde aldrig Truman. Det stoppades på vägen och hemligstämplades; det blev inte offentligt förrän på 1960-talet.